# Xenia fimbriata
Xenia fimbriata är en korallart som beskrevs av Huzio Utinomi 1955. Xenia fimbriata ingår i släktet Xenia och familjen Xeniidae. Inga underarter finns listade i Catalogue of Life.